# Epágato
Epágato (em latim: Epagathus) foi um retor romano de origem grega do começo do século IV. Atuou em Atenas, e foi conhecido por sua habilidade retórica, mas segundo Eunápio era inferior a Juliano de Cesareia.